# Die Lagune der Galeeren

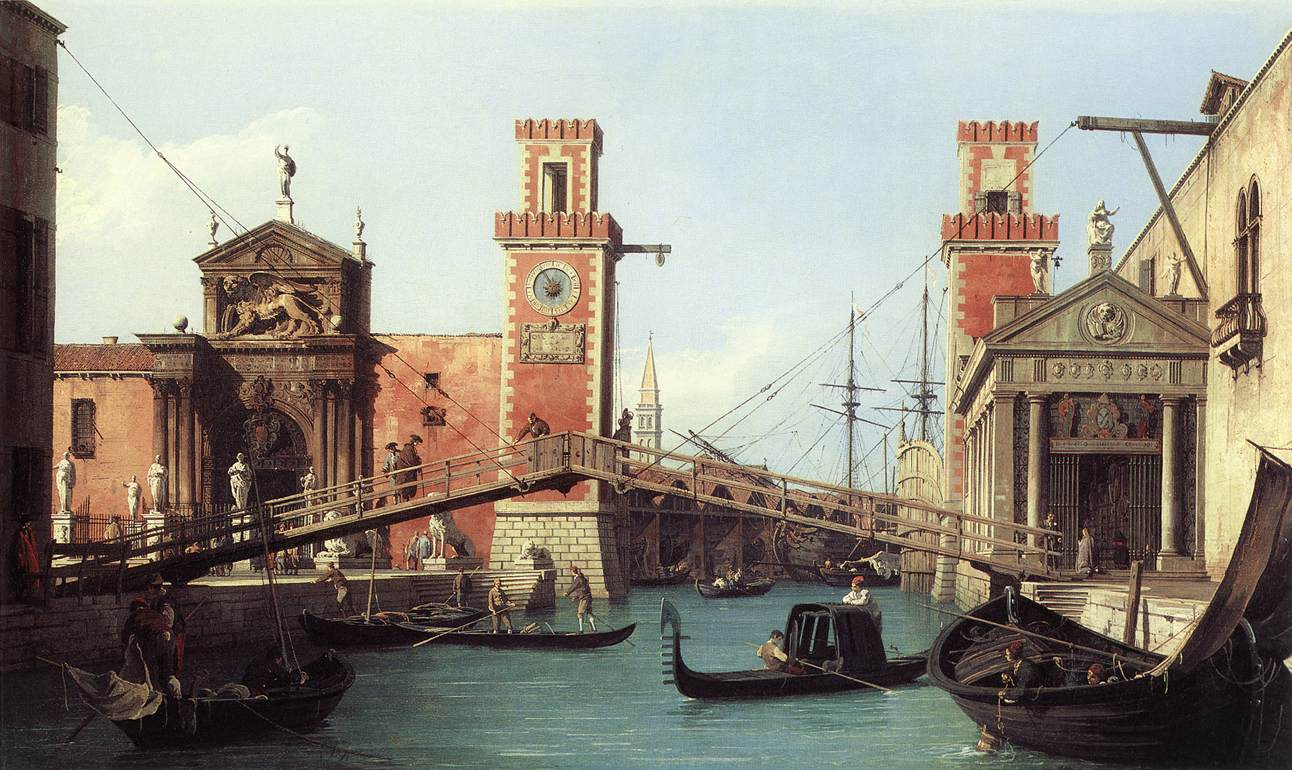
Canaletto: Das Arsenal, 1732

Die Lagune der Galeeren ist ein historischer Abenteuerroman von Rainer M. Schröder, der im Jahr 2004 im Verlag Arena erschien. Das Buch spielt in Italien, insbesondere Venedig, zur Zeit der Pest im 16. Jahrhundert. Der Zeitraum der fiktiven Erzählung erstreckt sich von März 1570 bis März 1571.

## Geschichtlicher Hintergrund
Im Jahr 1570 wütet die Pest in Europa und somit auch im italienischen Dorf San Bernardo, in dem die Geschichte des 17-jährigen Matteo Lombardi beginnt. Der Leser erfährt von den Barrikaden um die Stadtmauer, die von den Bewohnern der umliegenden Ortschaften erbaut wurden. Auf diese Weise soll verhindert werden, dass der Pesterreger die Stadtmauern San Bernardos verlässt.

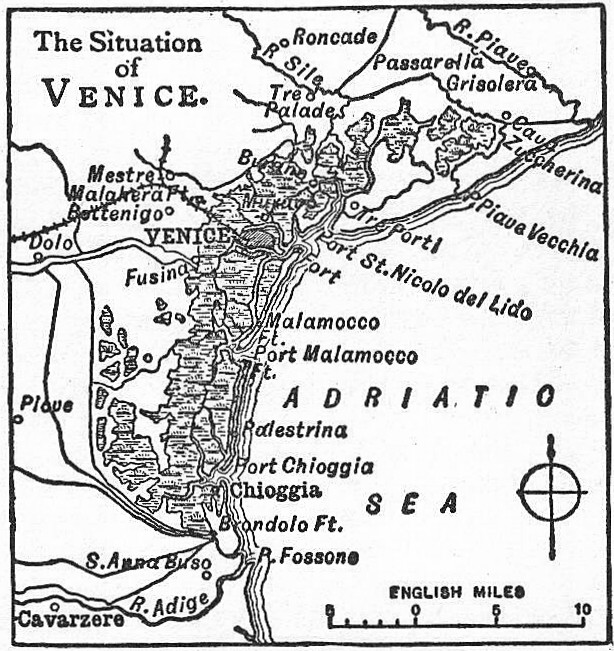
Lagune von Venedig

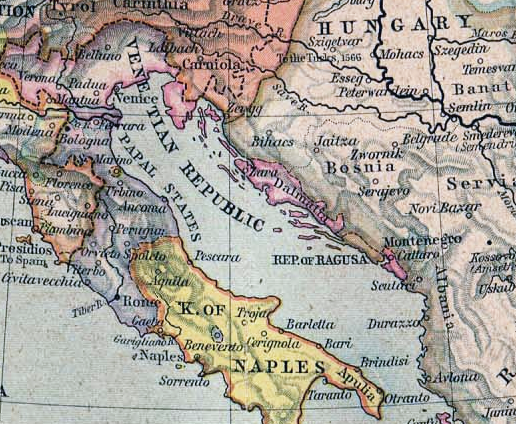
Republik Venedig, 1560

Zur gleichen Zeit ist die Republik Venedig die stärkste Macht des Kontinentes. Die Stadt beherrscht den gesamten Mittelmeerraum, begünstigt vor allem durch ihre schlagkräftige Flotte aus Galeeren und Galeassen. Diese werden im Arsenal, einem riesigen Gelände, von den berühmten arsenalotti, den Schiffbauern, gefertigt. Die Arbeit in dieser großen Werft, in der etwa 16.000 bis 30.000 Handwerker beschäftigt sind, ist im Grunde die erste Fließbandarbeit aller Zeiten. So ist jede Gruppe der Zimmermänner auf einen bestimmten Arbeitsvorgang spezialisiert, den sie an jedem Schiff verrichtet, um ihn für die nächste Bauphase einer anderen Gruppe zu übergeben. Auf diese Weise kann täglich ein Schiff fertiggestellt werden, das sich in Optik und Technik nicht von den anderen unterscheidet. In einem Jahr werden durchschnittlich 200 Galeeren gefertigt, wobei die Zahl in Krisenzeiten noch gesteigert werden kann. Der Vorteil der Handwerker in diesem Massenbetrieb ist der vom Staat auch zu Friedenszeiten gesicherte Arbeitsplatz und andere Rechte, die in späteren Zeiten anderenorts erst mühsam durch Gewerkschaften erkämpft werden mussten, wie der Autor in seinem Nachwort betont. Deshalb unterliegt das Arsenal strengsten Geheimhaltungsvorschriften; jeder mögliche Spion oder Verräter wird von der Staatsinquisition ohne Verteidigung gefoltert und meist getötet (vergleiche hierzu auch den Abschnitt „Schiffbau“ in Wirtschaftsgeschichte der Republik Venedig).
Im späten 16. Jahrhundert dringen die Osmanen weiter nach Europa vor. Die Vorherrschaft Venedigs ist bedroht und bald wird klar, dass die Türken nur durch eine Allianz der großen europäischen Mächte besiegt werden können. So entsteht nach hektischen Verhandlungen die Heilige Liga, eine Flotte der Städte Barcelona, Rom und Venedig. 1571 kommt es bei Lepanto zur entscheidenden Schlacht, wobei sich die sechs Galeassen Venedigs schnell als entscheidende Waffe entpuppen. So siegt die Allianz, doch über 50.000 Europäer und Osmanen sterben. Nach dem Zerwürfnis des Bundes greift das Osmanische Reich Venedig an und zwingt die Stadt Zahlungen in Höhe von 300.000 Dukaten zu leisten sowie den Gebietsverlust Zyperns hinzunehmen.

## Handlung

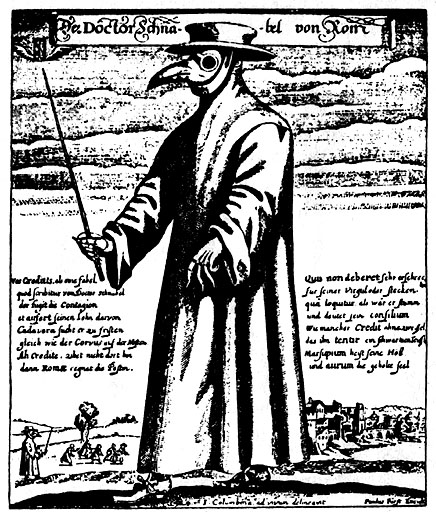
Paul Fürst: Doctor Schnabel von Rom (Pestarzt), 1656

Matteo Lombardi lebt mit seinen Eltern und Geschwistern in San Bernardo und beobachtet voller Angst die „Pestärzte“, die jeden Morgen die Pesttoten aus der Stadt tragen, da seine gesamte Familie an dem Schwarzen Tod erkrankt ist. Nach und nach sterben sein Vater, dann seine Geschwister und schließlich die Mutter. Auch die hilfsbereite Kräuterkundige Rosa Silvera überlebt nicht; sie wird von der aufgebrachten Menge als Hexe gehängt. Matteo schreitet aus Angst nicht ein und wird später von schweren Gewissensbissen gequält.
Durch Zufall lernt er Fiona Cavaletto kennen, ein Dienstmädchen, das vom städtischen Apotheker und dessen Familie bei der Flucht aus San Bernardo zurückgelassen wurde und mit starkem Fieber im verlassenen Haus liegt. Matteo pflegt das Mädchen gesund. Nach Fionas Genesung beschließen die beiden, aus der Stadt zu fliehen. Um der Barrikade und den um die Stadt positionierten Wächtern zu entgehen, setzen sie bei Nacht und Regen mit einem selbstgebauten Floß über den Fluss, der die Stadt an einer Seite begrenzt. Sie wandern weiter bis zur Farm „Rosario“, einem von Fionas Eltern bewirtschafteten Bauernhof.
Nach einer unfreundlichen Begrüßung müssen sie zunächst 14 Tage in Einzelquarantäne, um sicherzustellen, dass die Pest nicht auch bei ihnen ausschlägt. Während der zwei Wochen verführt Fionas Zwillingsschwester Antonia Matteo, der sie für Fiona hält. Als Matteo später davon erfährt, ist er sehr wütend, weiß aber nicht dagegen vorzugehen. Nach einigen Wochen als Feldarbeiter für den Vater der beiden beschließt er, zu seinem Onkel Tomaso in Venedig zu ziehen und um Unterkunft und Arbeit zu bitten, da er sich Antonias Verführungsversuchen nicht weiter aussetzen will und in Fiona verliebt ist. Er meint jedoch, Fionas Vater für eine sofortige Heirat zu mittellos und ungelernt zu sein. Fiona schenkt ihm zum Abschied einen wertvollen Rosenkranz, den er ihr irgendwann wiederbringen soll – sie werde auf ihn warten.
Matteo findet Aufnahme und Anstellung im Venediger Arsenal, wo der mürrische Tomaso eine Gruppe von Schiffbauern leitet und hoch angesehen ist. Ferner leben im Haus Tomasos noch sein Schwager Enrico, der Bruder seiner toten Frau, und dessen dunkelhäutiger Diener Sahadi. Enrico ist dem Glücksspiel verfallen und daher dauerverschuldet. Im Arsenal freundet sich Matteo ein wenig mit dem gewitzten Gasparo und dem zurückhaltenden Flavio an. Mit ihnen besucht er häufig die lokalen Kneipen, wobei Gasparo manchmal das Angebot der Prostituierten annimmt und aufgrund dieser Gesinnung kein enges Verhältnis zu Matteo aufzubauen vermag.
Am Heiligen Abend finden Enrico und Matteo nach der Messe Sahadis Leiche im Haus und eine an die Wand gekritzelte Drohung des Mörders. Enrico hält das für eine Warnung des Kredithais, bei dem er hohe Schulden hat. Matteos Onkel zahlt erzürnt die Schulden, ohne Enricos Einstellung zum Glücksspiel damit zu verändern. Eines Tages folgt Matteo einem Mann, der Enricos Lieblingsverkleidung, eine Mönchskutte, trägt und sich mit einem Griechen namens Alexis Kallimachos trifft. Matteo wird als heimlicher Zeuge ihrer Unterhaltung gefangen genommen und erst nach angstvollen Stunden des Verhörs wieder freigelassen, mit der Warnung, die von ihm gesehenen Begebenheiten nicht publik zu machen. Durch verbundene Augen hat er keinen seiner Peiniger zu Gesicht bekommen.
Matteo ist zornig auf Enrico, will ihn aber aus Angst nicht verraten und tröstet sich mit 25 Golddukaten, die ihm Alexis für sein Stillschweigen gezahlt hat. Er beschließt mit dem Geld zu Fiona zurückzukehren und sich eine eigene Existenz aufzubauen. Ein mit Fionas Vater befreundeter Weinhändler bietet ihm an, ihn bei nächster Gelegenheit mitzunehmen nach „Rosario“.
Später fahren Matteo und Gasparo in dessen Gondel zu einem geschäftlichen Termin Gasparos, zu dem Matteo ihn begleiten soll. Da sich der Begleiter während der Verabredung unter einer Plane in Gasparos Gondel verstecken soll, ahnt er bereits, dass sein Freund in kriminelle Machenschaften verwickelt ist. Bei den „Verhandlungen“ wird Gasparo erstochen und tot in die Gondel geworfen, wo er Matteo im Sterben mitteilt, dass osmanische Spione das Arsenal in Flammen stecken wollen und er sie aufhalten müsse. Mit Glück entkommt Matteo ungesehen, hat jedoch unter den Mördern Gasparos Enricos Mönchskutte erkannt und verdächtigt nun den Mitbewohner. Aus Angst trifft er jedoch den Entschluss, sich nicht weiter in Enricos Machenschaften einzumischen, um am nächsten Tag Venedig verlassen zu können, ohne erneut gefangen oder gar umgebracht zu werden.
Am Abend vor seiner Abfahrt bekommt er plötzlich ein schlechtes Gewissen über seine Feigheit und erzählt alles vertraulich seinem Onkel. Es stellt sich heraus, dass nicht Enrico, sondern Tomaso der Mann in Enricos Kutte war und demnach auch der osmanische Verräter ist. Dieser will nun das Arsenal anzünden, überwältigt Matteo und Enrico und fesselt sie im Bauch einer halbfertigen Galeere. Mit Glück befreien sich die beiden und verhindern das Feuer, woraufhin Enrico den Verräter ersticht und Matteo zu Fiona zurückkehrt.

## Weitere Informationen
- Der Titel des Romans Die Lagune der Galeeren wird als Synonym für Venedig gebraucht und hebt den Teil der Stadt hervor, der für die Handlung am wichtigsten ist und den hauptsächlichen venezianischen Schauplatz ausmacht, die laguna viva.

- Der Roman erhielt am 7. Oktober 2005 den Preis Buxtehuder Bulle.[1]